# Andebol nos Jogos Sul-Americanos de 2014
Os torneios de Andebol nos Jogos Sul-Americanos de 2014 se celebraram entre 07 e 16 de março no Ginásio Polidesportivo de Vinha do Mar, na V Região do Chile. O evento masculino teve a inscrição de sete equipes e o feminino de cinco.

## Calendário
| Março   | 7 | 8 | 9 | 10 | 11 | 12 | 13 | 14 | 15 | 16 | 17 | 18 | T |
| ------- | - | - | - | -- | -- | -- | -- | -- | -- | -- | -- | -- | - |
| Andebol |   |   |   |    |    |    |    |    | 1  | 1  |    |    | 2 |

## Medalhistas
| Evento    | Ouro   | Prata     | Bronze |
| Masculino | Brasil | Argentina | Chile  |
| Feminino  | Brasil | Argentina | Chile  |

## Torneio masculino
A primeira fase, também chamada de fase de grupos foi composta por dois grupos. Para distribuir os sete membros, um grupo de três membros e um quatro. Em cada grupo os participantes competiram em um sistema de todos contra todos. O sistema de pontuação foi: 2 pontos para vitória, 1 por empate (para cada equipe) e nenhum para o time que perde.
Para avançar à segunda fase o time precisava terminar nas duas primeiras posições em seus respectivos grupos.
Para as equipas eliminadas na primeira fase, ela jogaram uma terceira fase de reclassificação para definir que lugar terminam no torneio. 
O sorteio dos grupos determinaram que os grupos fossem como a seguir: 
Grupo A: Chile, Argentina e Colômbia.
Grupo B: Brasil, Paraguai, Uruguai e Venezuela.
| Equipa    | J | G | E | P | GF | GC | DG  | PTS |
| --------- | - | - | - | - | -- | -- | --- | --- |
| Argentina | 2 | 2 | 0 | 0 | 65 | 39 | +26 | 4   |
| Chile     | 2 | 1 | 0 | 1 | 55 | 49 | +6  | 2   |
| Colômbia  | 2 | 0 | 0 | 2 | 38 | 70 | -32 | 0   |

|  | Classificado para a fase seguinte |

| Data        | Hora  | Jogo      | Jogo  | Jogo      |
| ----------- | ----- | --------- | ----- | --------- |
| 8 de março  | 19:00 | Argentina | 26—24 | Chile     |
| 10 de março | 19:00 | Chile     | 31—23 | Colômbia  |
| 12 de março | 17:00 | Colômbia  | 15—39 | Argentina |

Todos os jogos seguem a hora oficial de Santiago (UTC-5)
| Equipa    | J | G | E | P | GF  | GC  | DG  | PTS |
| --------- | - | - | - | - | --- | --- | --- | --- |
| Brasil    | 3 | 3 | 0 | 0 | 104 | 52  | +52 | 6   |
| Uruguai   | 3 | 2 | 0 | 1 | 68  | 75  | -7  | 4   |
| Paraguai  | 3 | 1 | 0 | 2 | 67  | 73  | -6  | 2   |
| Venezuela | 3 | 0 | 0 | 3 | 51  | 100 | -49 | 0   |

|  | Classificado para a fase seguinte |

| Data        | Hora  | Jogo      | Jogo  | Jogo      |
| ----------- | ----- | --------- | ----- | --------- |
| 8 de março  | 15:00 | Brasil    | 36—19 | Venezuela |
| 8 de março  | 17:00 | Uruguai   | 29—20 | Paraguai  |
| 10 de março | 15:00 | Venezuela | 30—17 | Paraguai  |
| 10 de março | 17:00 | Uruguai   | 19—37 | Brasil    |
| 12 de março | 15:00 | Brasil    | 41—14 | Paraguai  |
| 12 de março | 19:00 | Venezuela | 18—20 | Uruguai   |

Torneio de reclassificação
A rodada de reclassificação ou torneio de reclassificação foi disputado entre as três equipes que não conseguiram avançar de fase em um dos dois principais grupos. Nesta rodada os jogos foram disputados entre as equipes que terminaram em 3º e 4º lugar no "grupo B" contra a que terminou em 3º no "grupo A", o jogo do grupo B que envolveu as equipes que terminaram em 3º e 4º lugar, foi válido como jogo deste torneio de reclassificação, assim sendo, estas equipes só tiveram de disputar apenas uma partida a mais, contra duas da equipe do grupo A.
| Equipa    | J | G | E | P | GF | GC | DG  | PTS |
| --------- | - | - | - | - | -- | -- | --- | --- |
| Venezuela | 2 | 2 | 0 | 0 | 56 | 36 | +20 | 4   |
| Paraguai  | 2 | 1 | 0 | 1 | 51 | 54 | -3  | 2   |
| Colômbia  | 2 | 0 | 0 | 2 | 43 | 60 | -17 | 0   |

| Data        | Hora  | Jogo     | Jogo  | Jogo      |
| ----------- | ----- | -------- | ----- | --------- |
| 14 de março | 17:00 | Colômbia | 24—34 | Paraguai  |
| 16 de março | 19:00 | Colômbia | 19—26 | Venezuela |

## Fase final
|  | Semifinais                 | Semifinais                 |    |                            | Final                      | Final |  |
|  |                            |                            |    |                            |                            |       |  |
|  | 15 de março – Vinha do Mar |                            |    |                            |                            |       |  |
|  | Argentina                  | 23                         |    |                            |                            |       |  |
|  | Uruguai                    | 14                         |    |                            |                            |       |  |
|  |                            |                            |    |                            |                            |       |  |
|  |                            |                            |    |                            | 16 de março – Vinha do Mar |       |  |
|  |                            |                            |    |                            | Argentina                  | 23    |  |
|  |                            | Brasil                     | 25 |                            |                            |       |  |
|  |                            |                            |    |                            |                            |       |  |
|  |                            |                            |    |                            |                            |       |  |
|  |                            |                            |    |                            | Terceiro lugar             |       |  |
|  | 15 de março – Vinha do Mar | 15 de março – Vinha do Mar |    | 16 de março – Vinha do Mar | 16 de março – Vinha do Mar |       |  |
|  | Chile                      | 22                         |    | Uruguai                    | 21                         |       |  |
|  | Brasil                     | 33                         |    |                            | Chile                      | 27    |  |

Meias finais
| Data        | Hora  | Jogo      | Jogo  | Jogo    |
| ----------- | ----- | --------- | ----- | ------- |
| 14 de março | 17:00 | Argentina | 22—14 | Uruguai |
| 14 de março | 19:00 | Chile     | 22—33 | Brasil  |

Medalha de bronze
| Data        | Hora  | Jogo    | Jogo  | Jogo  |
| ----------- | ----- | ------- | ----- | ----- |
| 16 de março | 17:00 | Uruguai | 21—27 | Chile |

Medalha de ouro
| Data        | Hora  | Jogo      | Jogo  | Jogo   |
| ----------- | ----- | --------- | ----- | ------ |
| 16 de março | 19:00 | Argentina | 23—25 | Brasil |

### Classificação geral
Classificação geral indicou a posição das equipas no torneio. Além disso, as equipes que terminaram nas três primeiras posições nesta tabela se classificaram para o torneio de Andebol nos Jogos Pan-Americanos de 2015 a ser realizado em Toronto, Canadá. A equipe que terminou em quarto lugar irá jogar uma fase de qualificação adicional para poder tentar se classificar para os Jogos Pan-Americanos.
| Posição           | Equipa    | Premiação                                   | Jogos Pan-Americanos de 2015     |
| ----------------- | --------- | ------------------------------------------- | -------------------------------- |
| Medalha de ouro   | Brasil    | Ganhador da final                           | Classificado                     |
| Medalha de prata  | Argentina | Perdedor da final                           | Classificado                     |
| Medalha de bronze | Chile     | Ganhador da disputa pela medalha de bronze. | Classificado                     |
| 4                 | Uruguai   | Perdedor da disputa pela medalha de bronze. | Jogará uma etapa classificatória |
| 5                 | Venezuela | Ganhador da disputa pelo quinto lugar       | classificado                     |
| 6                 | Paraguai  | Perdedor da disputa pelo quinto lugar       | classificado                     |
| 7                 | Colômbia  | Perdedor da repescagem                      | classificado                     |

## Torneio feminino
Os cinco participantes jogarão em um único grupo e todos enfrentarão todos.

### Tabela do grupo
| Posição           | Equipa    | J | G | E | P | GF  | GC  | DG  | PTS |
| ----------------- | --------- | - | - | - | - | --- | --- | --- | --- |
| Medalha de ouro   | Brasil    | 4 | 3 | 1 | 0 | 133 | 66  | +67 | 7   |
| Medalha de prata  | Argentina | 4 | 3 | 1 | 0 | 94  | 72  | +22 | 7   |
| Medalha de bronze | Chile     | 4 | 1 | 0 | 3 | 94  | 107 | -13 | 2   |
| 4                 | Uruguai   | 4 | 1 | 0 | 3 | 85  | 123 | -38 | 2   |
| 5                 | Paraguai  | 4 | 1 | 0 | 3 | 74  | 112 | -38 | 2   |

| Cor | Referencia                                                    |
| --- | ------------------------------------------------------------- |
|     | Campeão, classificado aos Jogos Pan-Americanos de 2015        |
|     | Vice-campeão, classificado aos Jogos Pan-Americanos de 2015   |
|     | Terceiro lugar, classificado aos Jogos Pan-Americanos de 2015 |
|     | Jogará uma etapa classificatória.                             |

### Tabela de jogos

#### 1 ronda
| Data       | Hora  | Jogo     | Jogo              | Jogo      |
| ---------- | ----- | -------- | ----------------- | --------- |
| 7 de março | 14:00 | Paraguai | 17 - 25 (8 - 13)  | Argentina |
| 7 de março | 16:00 | Chile    | 27 - 33 (13 - 20) | Uruguai   |

Livre:  Brasil

#### 2ª ronda
| Data       | Hora  | Jogo    | Jogo              | Jogo     |
| ---------- | ----- | ------- | ----------------- | -------- |
| 9 de março | 17:00 | Uruguai | 24 - 32 (12 - 18) | Paraguai |
| 9 de março | 19:00 | Uruguai | 22 - 36 (11 - 17) | Brasil   |

Livre:  Argentina

#### 3ª ronda

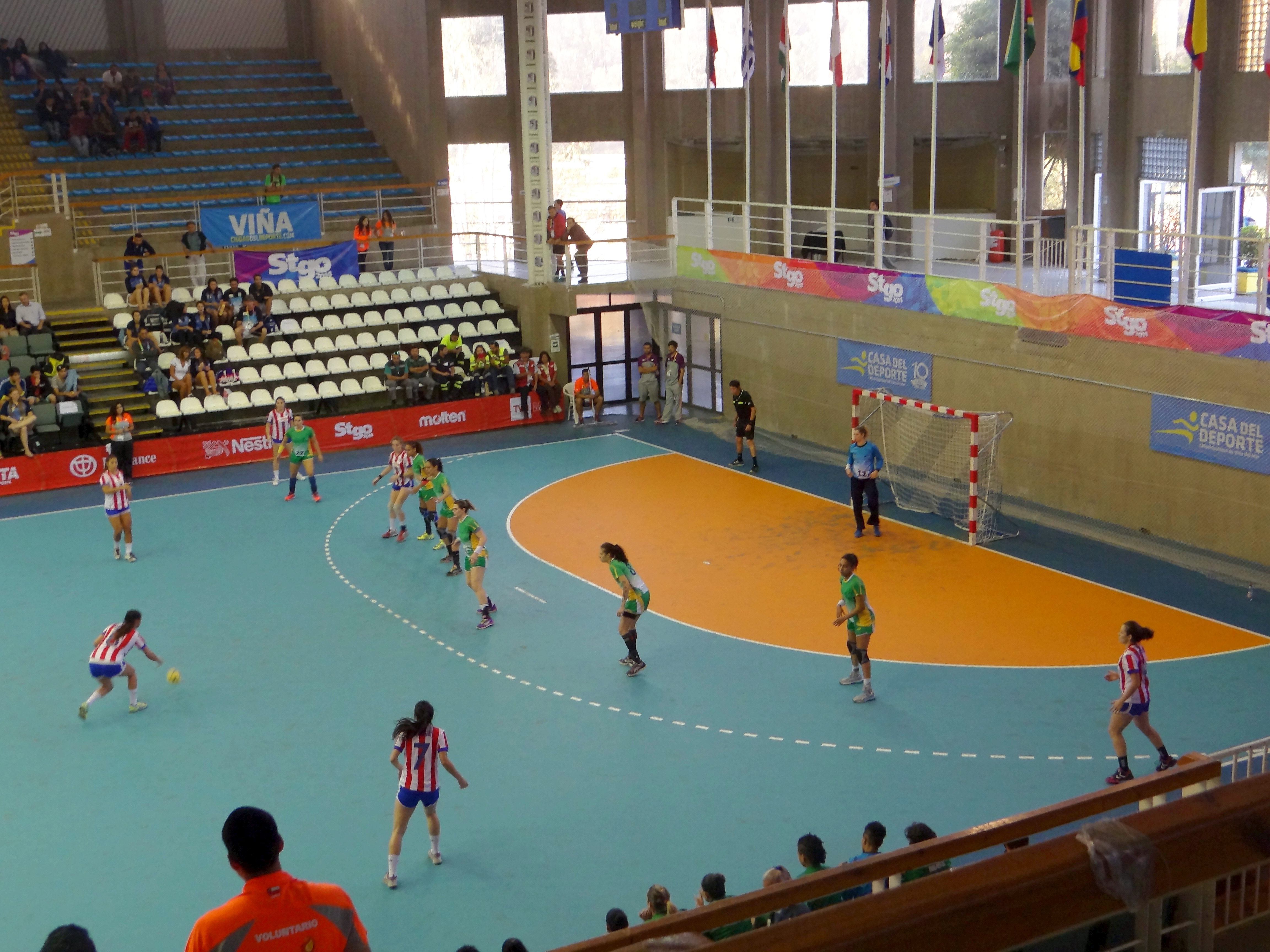
Partida entre Brasil e Paraguai válido pela 3ª rodada.

| Data        | Hora  | Jogo      | Jogo             | Jogo     |
| ----------- | ----- | --------- | ---------------- | -------- |
| 11 de março | 17:00 | Argentina | 25 - 15 (14 - 4) | Uruguai  |
| 11 de março | 19:00 | Brasil    | 35 - 8 (20 - 4)  | Paraguai |

Livre:  Chile

#### 4ª ronda
| Data        | Hora  | Jogo      | Jogo              | Jogo   |
| ----------- | ----- | --------- | ----------------- | ------ |
| 13 de março | 17:00 | Argentina | 23 - 23 (15 - 11) | Brasil |
| 13 de março | 19:00 | Paraguai  | 17 - 28 (10 - 12) | Chile  |

Livre:  Uruguai

#### 5ª ronda
| Data        | Hora  | Jogo    | Jogo             | Jogo      |
| ----------- | ----- | ------- | ---------------- | --------- |
| 15 de março | 17:00 | Uruguai | 13 - 39 (9 - 18) | Brasil    |
| 15 de março | 19:00 | Chile   | 17 - 21 (10 - 9) | Argentina |

Livre:  Paraguai